# Mobutu Sese Seko
Joseph-Désiré Mobutu autodenominado Mobutu Sese Seko Nkuku Ngbendu wa Za Banga (Lisala, Congo Belga, 14 de octubre de 1930-Rabat, Marruecos, 7 de septiembre de 1997) fue un militar y político congoleño que fue el primer y último presidente de la República del Zaire desde 1971 hasta su derrocamiento en 1997. Ha sido descrito como el arquetipo del dictador africano, conocido por la cleptocracia que llegó a establecer en aquella nación, con apoyo extranjero. Mobutu entró al poder durante la Crisis del Congo, en la que actuaba como Jefe del Estado Mayor del Ejército y con el apoyo de Bélgica y los Estados Unidos, depuso al gobierno democráticamente elegido de Patrice Lumumba en 1960. Mobutu instaló un gobierno que organizó la ejecución de Lumumba en 1961 y continuó dirigiendo las fuerzas armadas del país hasta que tomó el poder directamente en un segundo golpe en 1965.
Para consolidar su poder, Mobutu estableció el Movimiento Popular de la Revolución como el único partido político legal en 1967, cambió el nombre del Congo a Zaire en 1971 y su propio nombre a Mobutu Sese Seko en 1972. Mobutu afirmó que su ideología política no era "ni de izquierda ni de derecha, ni siquiera de centro", aunque, no obstante, desarrolló un régimen intensamente autocrático. Intentó purgar al país de toda influencia cultural colonial a través de su programa de "autenticidad nacional". Mobutu fue objeto de un culto generalizado a la personalidad durante su estancia en el cargo. Durante su gobierno, amasó una gran fortuna personal mediante la explotación económica y la corrupción,lo que llevó a algunos llamaran a su gobierno como una "cleptocracia". Presidió un período de violaciones generalizadas de los derechos humanos y bajo su gobierno, la nación también sufrió una inflación descontrolada, una gran deuda y devaluaciones masivas de la moneda local.
Mobutu recibió un fuerte apoyo militar, diplomático y económico de Estados Unidos, Francia y Bélgica, dada por su oposición al comunismo en el África francófona durante la Guerra Fría. También estableció estrechos vínculos con los gobiernos de la Sudáfrica del apartheid, Israel y la junta militar de Grecia.
En 1990, el deterioro económico y los disturbios sociales obligaron a Mobutu Sese Seko a formar una coalición con oponentes políticos y permitir un sistema multipartidista. Aunque utilizó sus tropas para frustrar el cambio. En mayo de 1997, las fuerzas rebeldes dirigidas por Laurent-Désiré Kabila invadieron el país y lo obligaron a exiliarse. Ya aquejado de un cáncer de próstata avanzado, falleció tres meses después en Marruecos. Mobutu era conocido por su corrupción y nepotismo y se estima que su riqueza personal oscila entre 50 y 5.000 millones de dólares.

## Biografía

### Primeros años
Nacido como Joseph-Désiré Mobutu en Lisala, Congo Belga, en el seno de una familia de etnia Ngbandi, una de las etnias menos numerosas del país y de una zona remota considerada rústica por un congoleño urbano. La madre de Mobutu, Marie Madeleine Yemo, trabajaba como criada en un hotel y había huido a Lisala desde el harén de un jefe local de la aldea. Allí ella había encontrado a Albéric Gbemani, que trabajaba como cocinero para un juez belga. Yemo se casó con Gbemani dos meses antes del nacimiento de Mobutu. El nombre Mobutu, (que significa guerrero), fue escogido por su tío. Gbemani murió cuando Mobutu tenía ocho años, y la falta de información posterior sobre él sería utilizada por sus críticos para representar a Mobutu como la progenitura bastarda de una mujer a sólo un paso de ser prostituta.
La esposa del juez belga se encandiló con el niño y le enseñó a hablar, leer y escribir en francés con soltura. Yemo dependió de la ayuda de parientes para sostener a sus cuatro hijos, y la familia se trasladaba a menudo. Los estudios más tempranos de Mobutu fueron en Léopoldville; su madre finalmente lo mandó con su tío a Coquilhatville, donde asistió a la escuela, un internado católico de una misión. 
Con una figura físicamente imponente, dominó los deportes en la escuela, pero también sobresalió en nivel académico, incluso como atleta, ya que llegaba al colegio corriendo a diario para asistir a las clases. Fue conocido también por sus bromas y sentido del humor travieso; un compañero de clase recordó que cuando los sacerdotes belgas, cuya lengua materna era el flamenco, cometían un error al hablar, Mobutu enseguida intervenía para señalar el error. En 1949, Mobutu partió a bordo de un barco a Léopoldville, una ciudad considerada como un antro de vicio por los sacerdotes, y conoció a una chica. Los sacerdotes lo encontraron varias semanas más tarde, y al finalizar el año escolar fue mandado a la Force Publique (FP), el ejército congoleño-belga, un castigo para estudiantes extremadamente rebeldes y donde estuvo siete años.
Mobutu recordaría el tiempo pasado en el ejército, en el que ascendió al rango de sargento, como el más feliz en su vida. Encontró la disciplina en la vida militar y un padre adoptivo en la figura del sargento Joseph Bobozo. Mobutu mantuvo el ritmo de sus estudios pidiendo prestados periódicos europeos a los oficiales belgas, y leyendo cualquier libro que pudiera encontrar, leyéndolos en sus turnos como centinela o en sus ratos libres. Sus libros favoritos éran los escritos por el presidente francés Charles de Gaulle, el primer ministro británico Winston Churchill y el filósofo italiano Nicolás Maquiavelo. Después de realizar un curso de contabilidad, comenzó a ejercer profesionalmente el periodismo. Se casó con Marie Antoinette contando ella la edad de 14 años, una edad normal para el casamiento en la sociedad congoleña tradicional. Todavía enfadado después de sus choques con los sacerdotes de la escuela, no se casó por la iglesia. Su contribución a las festividades de la boda fue un cajón de cerveza, lo único que fue capaz de proporcionar con su salario del ejército.
Cuando era un soldado, Mobutu escribió, bajo  seudónimo, sobre política contemporánea para una revista fundada por colonos belgas, "Actualités Africaines". En 1956, dejó el ejército y se convirtió en periodista a tiempo completo, escribiendo diariamente para el periódico L'Avenir, en la ciudad de Léopoldville. Dos años después, fue a Bélgica para cubrir la Exposición Universal de 1958 donde se quedó para recibir formación en periodismo. En esta ocasión, Mobutu conoció a muchos jóvenes intelectuales congoleños que desafiaban las leyes del país colonial. Llegó a establecer amistad con los destacados, el más importante de estos sería el posterior primer presidente Patrice Lumumba, y se unió al Movimiento Nacional Congoleño. Mobutu se convirtió finalmente en el ayudante personal de Lumumba, aunque varios contemporáneos indican que los servicios de inteligencia belga habían reclutado a Mobutu como informador.
Durante los discursos en Bruselas sobre la independencia congoleña en 1960, la embajada de Estados Unidos organizó una recepción para conseguir un mejor punto de vista de la delegación congoleña. A cada miembro de la embajada americana se le asignaron unas listas con los nombres de los delegados congoleños con los que deberían entrevistarse y compartir impresiones. El embajador observó: "Un nombre desconocido emerge. Pero no estaba en ninguna lista, ya que no era un miembro oficial de la delegación, sino el secretario de Lumumba". Pero todos estuvieron de acuerdo en que era un hombre "muy inteligente, muy joven, algo inmaduro, pero un hombre con gran potencial".

### Independencia del Congo y llegada al poder
En los años posteriores a la independencia del Congo, el 30 de junio de 1960, se formó un gobierno de coalición, dirigido por el primer ministro Patrice Lumumba bajo  el presidente Joseph Kasavubu. La nueva nación se vio envuelta rápidamente en la Crisis del Congo. Mientras el ejército se amotinó en contra de los oficiales belgas que habían permanecido, Lumumba designó a Mobutu como Comandante en Jefe del ejército;  una vez designado,  viajó por todo el país convenciendo a los soldados de regresar a sus cuarteles. Alentados por iniciativa del gobierno belga para continuar el acceso a las ricas minas del Congo, se gestaron violentos movimientos secesionistas en el sur. Molesto de que las fuerzas de las Naciones Unidas enviadas a restaurar el orden, no estaban ayudando a derrotar a los secesionistas, Lumumba solicitó ayuda a la Unión Soviética, recibiendo en el lapso de 6 semanas una cuantiosa ayuda militar y alrededor de un millar de consejeros técnicos. El gobierno de los Estados Unidos vio esto como una maniobra patente de Guerra Fría para diseminar el comunismo en el África central. Kasavubu, irritado por la llegada soviética, despide a Lumumba. A su vez Lumumba, indignado, declara depuesto a Kasavubu. Tanto Lumumba como Kasavubu ordenan a Mobutu detener al otro. En su papel de jefe del ejército, Mobutu fue sometido a grandes presiones desde distintas fuentes. Las embajadas de las naciones occidentales (que ayudaban a pagar los salarios de los soldados), así como los subordinados de Kasavubu y Mobutu, se vieron favorecidos al desaparecer la presencia soviética.
El 14 de septiembre de 1960, Mobutu tomó el control mediante un golpe de Estado orquestado por la CIA, poniendo a Lumumba bajo arresto domiciliario por segunda vez y manteniendo a Kasavubu como Presidente. En 1965, el entonces Teniente General Mobutu le arrebató el poder al presidente Kasavubu tras otra disputa entre este y el primer ministro Moise Tshombe, nombrándose presidente por cinco años. Rápidamente centralizó el poder y sofocó un intento de golpe de Estado en 1967. En 1970 fue oficialmente elegido presidente y comenzó su campaña pro-africana y anti-europea.

### La República de Zaire: 1971-1996
El 27 de octubre de 1971, Mobutu cambió el nombre al país por Zaire. En 1972, se cambió el nombre a Mobutu Sese Seko Nkuku Wa Za Banga ("El guerrero todopoderoso que, debido a su resistencia y voluntad inflexible, va a ir de conquista en conquista, dejando el fuego a su paso"), y Mobutu Sese Seko como versión corta. Su nombre ha sido traducido e interpretado de diversas maneras, y no hay un consenso sobre cuál forma es la más apropiada.

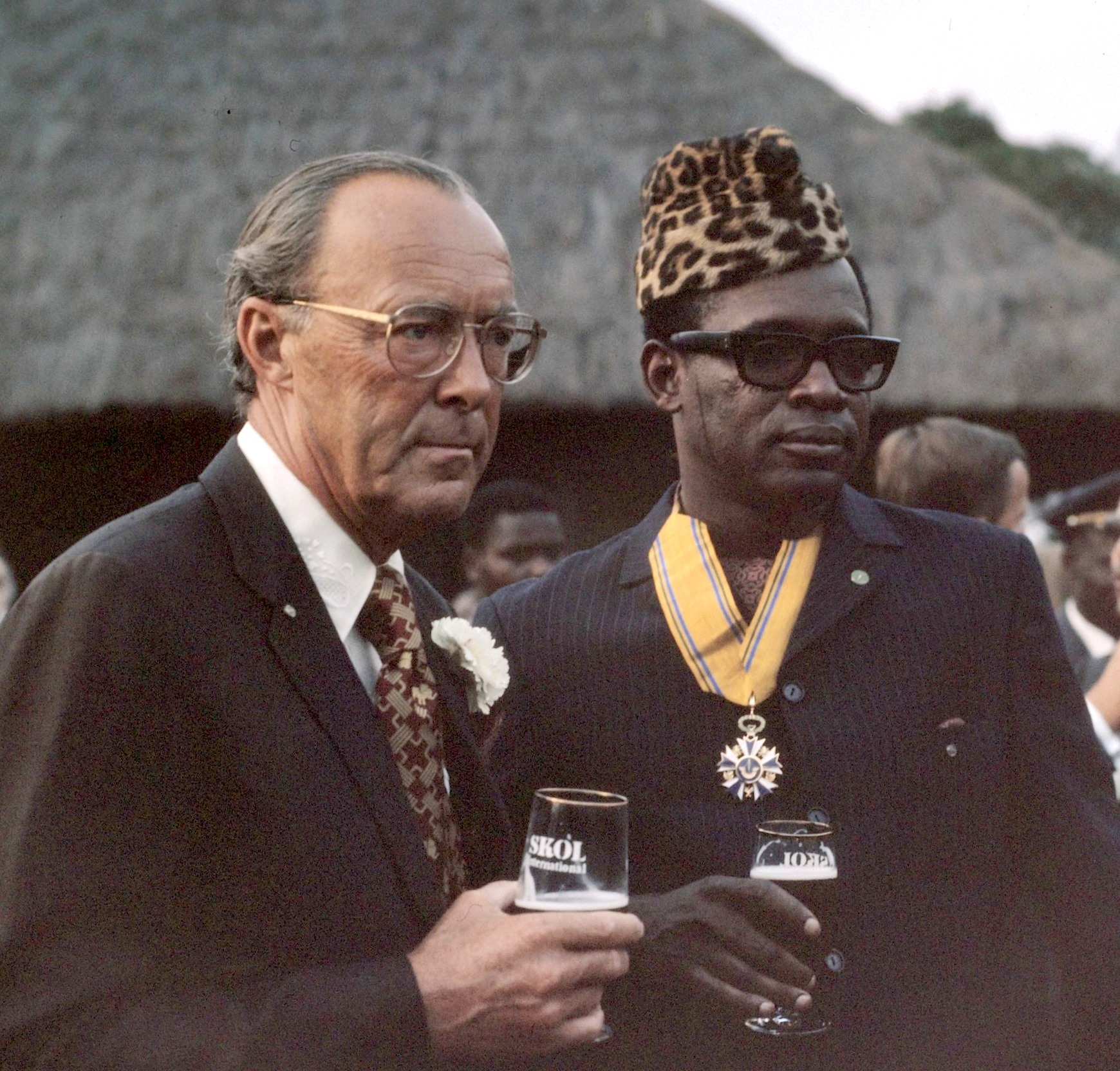
Mobutu reunido con el príncipe Bernardo en 1973.

Es uno de los pocos dirigentes africanos a apoyar el régimen del apartheid en África del Sudoeste.

#### Cleptocracia

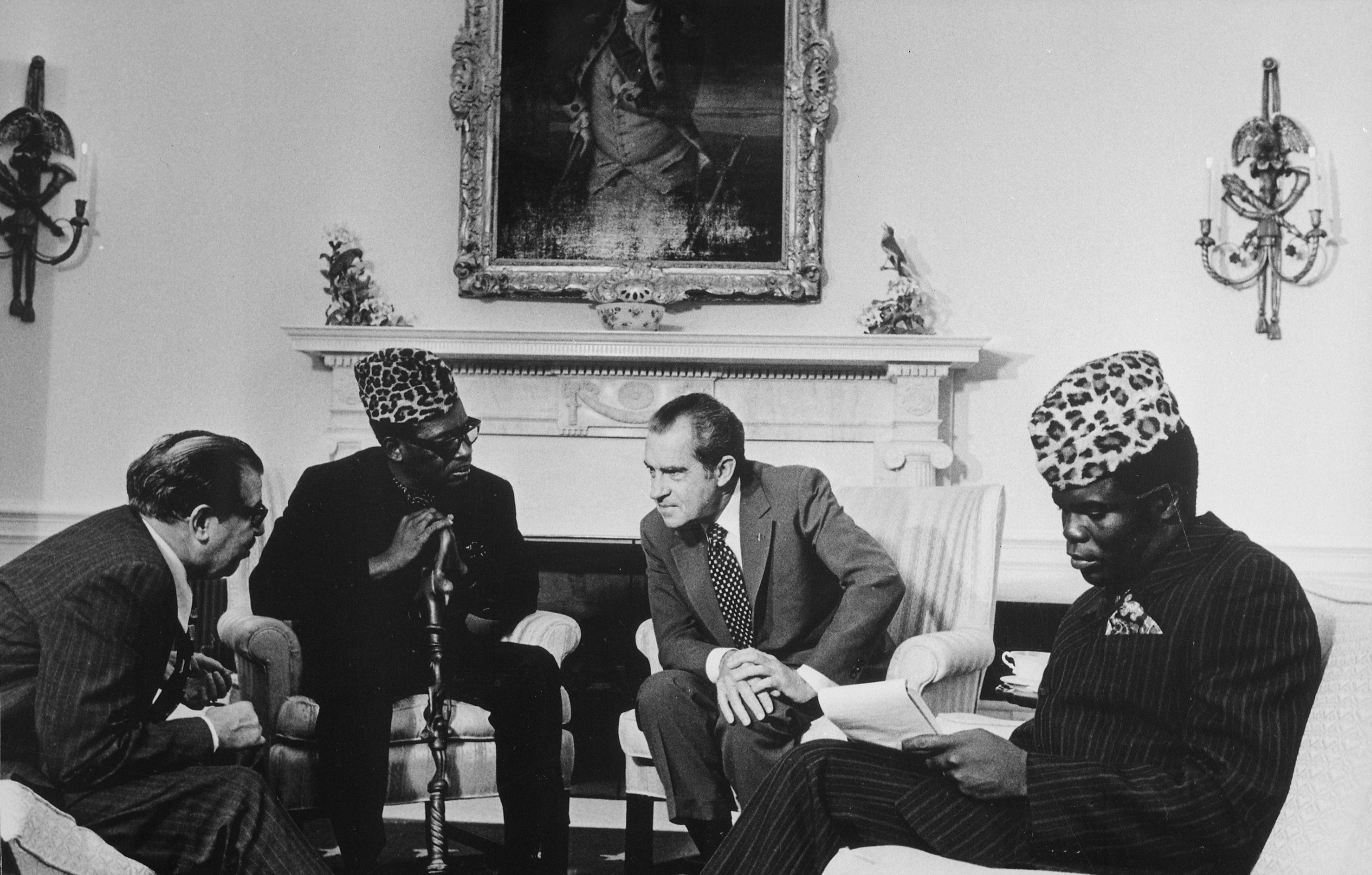
Mobutu con Richard Nixon, en 1973.

Lleva a cabo en 1974, la "Zairenización", uno de los eventos más importantes por el régimen de Mobutu, la nacionalización gradual de propiedades comerciales y parcelas propiedad de ciudadanos o grupos financieros extranjeros. En realidad, esta medida oficialmente era parte de un esfuerzo para la reapropiación de la economía nacional, así como redistribución de la riqueza adquirida durante el período colonial, pero fue sobre todo un fracaso.
En las primeras épocas, nacionalizó las firmas extranjeras y expulsó a los inversionistas europeos del país. Esto llevó a una crisis económica de tal magnitud que en 1977 trató de traer de vuelta a los inversores extranjeros. En ese mismo año, necesitó la ayuda de Bélgica para vencer a los rebeldes de Katanga que atacaban desde Angola. Se sostuvo en el poder mediante el apoyo de las potencias occidentales, principalmente Estados Unidos y Francia. En general, se preocupó poco por los deberes de su posición, aunque sí se tomó el trabajo de aumentar su fortuna personal, que en 1984 ascendía a 4.000 millones de dólares estadounidenses, la mayor parte de los cuales estaba en bancos suizos. Esta suma era casi igual a la deuda externa del país en ese momento. En el año 1989 el gobierno se vio forzado a declarar la suspensión de pagos por intereses y vencimientos de los préstamos internacionales. Todo esto le valió a Mobutu la reputación de ser el líder de un gobierno, ejemplo perfecto de cleptocracia.
Según la agencia de vigilancia de la corrupción Transparencia Internacional, Mobutu Sese Seko, el presidente de Zaire entre 1965 y 1997, habría robado al menos US$5000 millones al país.

#### Gobierno de coalición
En mayo de 1990, debido a los problemas económicos y sociales, Mobutu accedió a levantar la prohibición de existencia de partidos políticos, y formó un gobierno de transición hasta la llegada de elecciones, a pesar de lo cual mantuvo importantes poderes. Sin embargo, los levantamientos de soldados a quienes se les adeudaba el salario, lo forzó a incluir opositores en su gobierno. En 1993, el gobierno se dividió en dos facciones, una a favor y otra en contra de Mobutu. El gobierno anti-Mobutu estaba liderado por Laurent Monsengwo y Étienne Tshisekedi. La situación económica seguía siendo caótica, y en 1994 los gobiernos se unieron. Mobutu nombró a Kengo Wa Dongo, partidario de la austeridad y un mercado liberal, como primer ministro.
Mobutu estaba cada vez peor de salud y en uno de sus viajes para recibir tratamiento médico en Europa, los tutsis, uno de los principales pueblos nativos, capturaron gran parte del este de Zaire.

#### Caída del poder
Los tutsis se habían opuesto a Mobutu por su apoyo abierto a los hutus en el genocidio de Ruanda de 1994. Cuando en 1996 se decretó que los tutsis debían retirarse del país bajo la amenaza de pena de muerte, la rebelión estalló. Desde el Este de Zaire, y con el apoyo del presidente Paul Kagame de Ruanda, se inició una importante ofensiva para deponer a Mobutu, uniéndose a ellos también muchos residentes locales que no estaban de acuerdo con el gobierno. El 16 de mayo de 1997, tras infructuosos intentos de pacificación, los rebeldes tutsis Banyamulenge y otros grupos contrarios a Mobutu agrupados en la Alliance des Forces Démocratiques pour la Libération du Congo-Zaïre (Alianza de las fuerzas democráticas para la liberación del Congo-Zaire) ocuparon la capital, Kinshasa. Zaire pasó a denominarse República Democrática del Congo, Mobutu escapó y Laurent-Désiré Kabila se convirtió en el nuevo presidente. En el momento de su huida del país y poco antes de su muerte, su fortuna personal se calculaba entre 5000 y 6000 millones de dólares. A la vez, había dejado al Estado congoleño una deuda pública de 13000 millones de dólares.

### Fallecimiento
Mientras estaba exiliado en Rabat (Marruecos) al negarse Francia a acogerle, Mobutu murió el 7 de septiembre de 1997 de un cáncer de próstata que se le había desarrollado desde 1962. Está enterrado en el cementerio de esa ciudad.

## Cultura popular
En la película Lumumba (2000), Mobutu es interpretado por Alex Descas.

### Inglés
- De Witte, Ludo. The Assassination of Lumumba. Verso. ISBN 1-85984-410-3
- Edgerton, Robert. The Troubled Heart of Africa: A History of the Congo. St. Martin's Press. ISBN 0-312-30486-2
- Elliot, Jeffrey M., and Mervyn M. Dymally (eds.). Voices of Zaire: Rhetoric or Reality. Washington Institute Press. ISBN 0-88702-045-3
- Kelly, Sean. America's Tyrant: The CIA and Mobutu of Zaire. American University Press. ISBN 1-879383-17-9
- Schatzberg, Michael G. Mobutu or Chaos? University Press of America. ISBN 0-8191-8130-7
- Wrong, Michela. In The Footsteps of Mr. Kurtz: Living on the Brink of Disaster in Mobutu's Congo. Perennial. ISBN 0-06-093443-3

### Francés
- Braeckman, Colette. Le Dinosaure, le Zaïre de Mobutu. Fayard. ISBN 2-213-02863-X
- Dungia, Emmanuel, Mobutu et l'Argent du Zaïre, les révélations d'un diplomate, ex-agent des Services secrets. L'Harmattan. ISBN 2-7384-1133-9, ISBN 978-2-7384-1133-4.
- Chomé, Jules. L'ascension de Mobutu: Du sergent Désiré Joseph au général Sese Seko. F. Maspero. ISBN 2-7071-1075-2
- Janssen, Pierre. À la cour de Mobutu. Michel Lafon. ISBN 2-84098-332-X
- Mobutu Sese Seko. Discours, allocutions et messages, 1965–1975. Éditions J.A. ISBN 2-85258-022-5
- Monheim, Francis. Mobutu, l’homme seul. Editions Actuelles. (Unknown ISBN)
- Ngbanda Nzambo-ku-Atumba, Honoré. Ainsi sonne le glas! Les Derniers Jours du Maréchal Mobutu. Gideppe. ISBN 2-9512000-2-1

| Predecesor: Joseph Kasa-Vubu | Presidente de Zaire 1965 - 1997 | Sucesor: Laurent-Désiré Kabila |

- Datos: Q164535
- Multimedia: Mobutu Sese Seko / Q164535